# 比雷拉科特
比雷拉科特（法語：Burey-la-Côte，法語發音：[byʁɛ la kot]）是法国默兹省的一个市镇，属于科梅尔西区。

## 地理
比雷拉科特（48°30'8"N, 5°41'56"E）面积4.29 平方千米，位于法国大東部大區默兹省，该省份为法国西北部内陆省份，北与比利时接壤，西接马恩省和阿登省，南至上马恩省和孚日省，东临默尔特-摩泽尔省。
与比雷拉科特接壤的市镇（或旧市镇、城区）包括：塔扬库尔、古桑库尔、蒙布拉、索维尼。

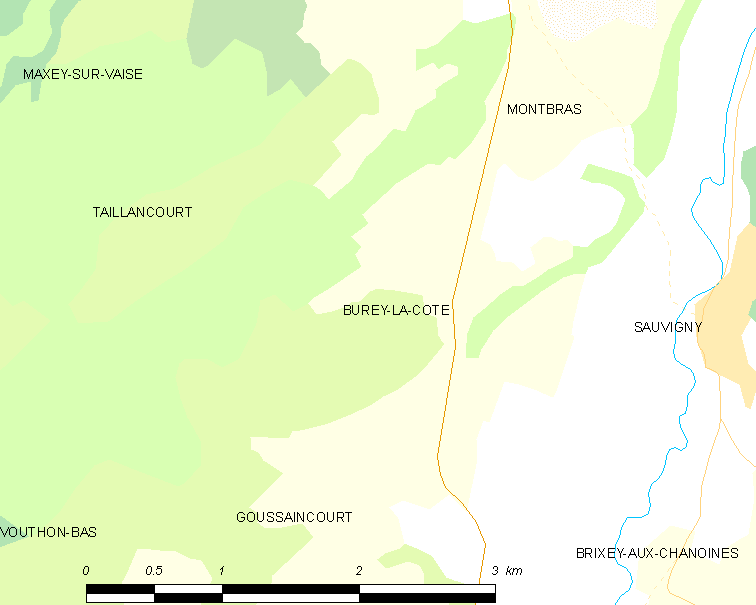
比雷拉科特的OSM定位图

比雷拉科特的时区为UTC+01:00、UTC+02:00（夏令时）。

## 行政
比雷拉科特的邮政编码为55140，INSEE市镇编码为55089。

## 政治
比雷拉科特所属的省级选区为沃库勒尔县。

## 人口

1962-2008年间比雷拉科特人口变化图示

比雷拉科特于2022年1月1日时的人口数量为86人。